# Lukas Thorsteinsson
Lukas Schwarz Thorsteinsson (født 8. oktober 1991) er en dansk skuespiller. Han er primært kendt for sin rolle som Jonas i julekalenderen Jul i Valhal fra 2005 og rollen som Jon i filmen Skyskraber fra 2011. Var i sommeren 2006 med i indspilningen af spillefilmen Guldhornene, der havde premiere i 2007.
Lukas Thorsteinsson voksede op på Christianshavn.

## Filmografi
Spillefilm
- Guldhornene (2007)
- Skyskraber (2011)

Kortfilm
- In Absentia (2013)
- Mig & Che (2007)
- En ankomst (2002)

Tv-serier
- Jul i Valhal (2005)